# Jang Seok Nam
Jang Seoknam (Hangul: 장석남) es un poeta surcoreano.

## Biografía
Jang Seoknam nació el 3 de agosto de 1965 en Incheon, Corea del Sur. Se graduó en Escritura Creativa por el Instituto de las Artes de Seúl y se doctoró por la Universidad Inha. Desde 2003 ha trabajado como profesor adjunto en la Universidad Femenina Hanyang. Debutó como poeta con veintipocos años en el concurso de escritores de año nuevo patrocinado por el periódico Kyunghyang Shinmun.

## Obra
La revista LIST del Literature Translation Institute of Korea describe su obra como "la muestra de la talla de un poeta destacado del lirismo que posee la pureza de la memoria y un agudo sentido del lenguaje".
En el epílogo de su primera recopilación de poemas Exilio en una bandada de pájaros (Sae ddedeul egero ui mangmyeong), confiesa que sueña a diario unir su vida con la música. Según sugiere, la literatura es solo un código, un sistema de signos que no puede entender una persona ciega, mientras que la música puede ser entendida por todos. Ésta es una afirmación sorprendente viniendo de un poeta, pero él dice que la poesía es como una preciosa balsa que se ha de tomar para llegar a la música, a la danza o al resplandor. La mayoría de los poetas ensalza las cualidades absolutas y trascendentes del lenguaje, pero él no mitifica la poesía ni sus instrumentos sino que lo ve más como un medio para llegar a algo más completo.
En consecuencia, el poeta afirma con audacia: "Me tumbo con la cabeza hacia donde la puerta del lenguaje está cerrada". Parafraseando la máxima de Descartes "Pienso, luego existo", él dice: "Existo completamente como poeta solo donde el lenguaje está ausente". Su idea de que el baile y la música están libres del lenguaje y la moralidad proviene de sus propias ideas sobre el lenguaje. Debido a que absorbe constantemente ideas sofisticadas y normas éticas, el lenguaje no es puro sino que está contaminado, pero aun así no se puede abandonar porque sirve como base del pensamiento y la expresión humana. Aunque es impuro, el poeta intenta alcanzar una simbiosis entre la expresión y los mundos vistos como ideales que son el baile y la música.
Esta visión del mundo hace que su poesía sea "musical", no en el sentido de los ritmos y tonos, sino en el sentido de aspirar a conseguir la pureza de la música. Toca el instrumento del silencio que se llama mundo con el lenguaje y hace que todo baile. Este es el ideal estético que el poeta intenta crear.
Algunos de sus poemarios más destacados son Exilio en una bandada de pájaros (Sae ddedeul egero ui mangmyeong, 1991); Ahora que a duras penas no molesto a nadie (Jigeumeun ganshinhi amudo geureopji anheul muryeop, 1995); Ojos llorosos (Jeojeun nun, 1998); El dolor debajo de mi pecho izquierdo (Oen jjok gaseum araeggae e on tongjeung, 2001) y ¿A dónde van las sonrisas? (Misoneun eodiro gashiryeoneunga, 2006).

## Obras en coreano (lista parcial)
Poemarios
- Exilio en una bandada de pájaros (Sae ddedeul egero ui mangmyeong, 1991
- Ahora que a duras penas no molesto a nadie (Jigeumeun ganshinhi amudo geureopji anheul muryeop, 1995)
- Ojos llorosos (Jeojeun nun, 1998)
- El dolor debajo de mi pecho izquierdo (Oen jjok gaseum araeggae e on tongjeung, 2001)
- ¿A dónde van las sonrisas? (Misoneun eodiro gashiryeoneunga, 2006).

## Premios
- Premio Kim Soo-young de poesía en 1992
- Premio de Literatura Contemporánea en 1999
- Premio Midang de poesía en 2010.